# Barbara Crampton

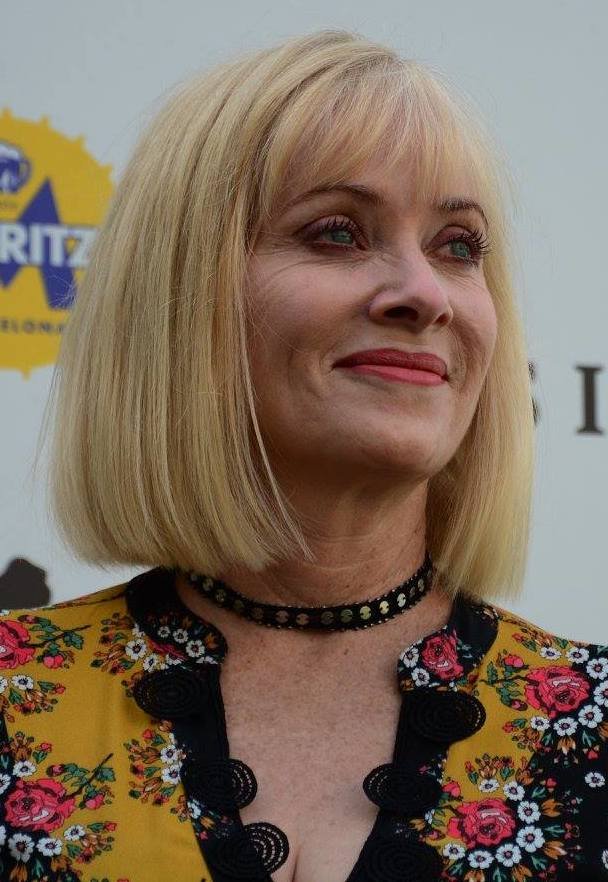
Barbara Crampton (2017)

Barbara Crampton (* 27. Dezember 1958 in Levittown, Long Island, New York) ist eine US-amerikanische Schauspielerin und Scream Queen.

## Leben
Crampton wurde in Levittown, Long Island, New York geboren und wuchs in Vermont auf, wo ihr Vater als Polari auf Jahrmärkten und Karnevalveranstaltungen arbeitete. Sie begann mit dem Schauspielern in der 7. Schulklasse und nahm Schauspielunterricht an ihrer High School. Crampton machte ihren Bachelor of Arts am Castleton State College in Vermont.

### Schauspielkarriere
Theater
Nachdem sie ihre Schauspielausbildung abgeschlossen hatte, ging sie zurück nach New York und spielte die Cordelia in King Lear am American Theater of Actors.
Crampton arbeitete von 1976 bis 1981 am Castleton State College.
Film
Anfang der 80er verließ sie New York und ging nach Los Angeles. Dort begann sie ihre Filmschauspielkarriere und wurde als Scream Queen in den Kult-Horror Filmen Re-Animator, From Beyond und Castle Freak berühmt. Sie hatte auch kleine Rollen in Puppet Master und Fraternity Vacation. 1986 stand sie gemeinsam mit Kelli Maroney in Jim Wynorskis Kult-Film Chopping Mall vor der Kamera, welcher ihr endgültig den Durchbruch als Scream Queen verschaffte. Im Mai 2010 war sie Teil der „Re-Animator Reunion“ auf dem Creation’s Weekend of Horrors. Rob Zombie castete sie im Oktober 2011 für die Rolle der Virginia Cable in seinem Thriller The Lords of Salem.
Fernsehen
Ihre erste Rolle als Fernsehschauspielerin hatte sie als Trista Evans Bradford in der Drama-Serie Zeit der Sehnsucht. Von 1987 bis 1993 porträtierte sie Leanna Love in Schatten der Leidenschaft, wo sie den Soap Opera Digest Award gewann. Sie kehrte 1998 in die Serie zurück und spielte ihre Rolle als Leanna Love bis 2002. Zwischen 2006 und 2007 kehrte sie nochmals für einige Folgen in die Serie Schatten der Leidenschaft zurück. Crompton spielte die Melinda Lewis von 1993 bis 1995 in Springfield Story. In Reich und Schön spielte sie von 1995 bis 1998 die ‘Maggie Forrester’. In Staffel 4 der Anthologieserie Channel Zero mit dem Titel The Dream Door übernahm sie eine Rolle.

### Modelkarriere
Im Dezember 1986 posierte sie unter dem Titel „Simply Beastly. Behind every successful monster, there's a woman.“ im amerikanischen Playboy.
Privates
Am 1. Oktober 1988 heiratete sie den Kameramann David Boyd, das Paar ließ sich 1990 aber wieder scheiden. Im April 1995 gab Crampton bekannt, dass sie mit dem Schauspieler und Regisseur Kristoffer Tabori liiert ist. Das Paar lebte bis zu seiner Trennung im September 1995 gemeinsam in Los Angeles. Im Dezember 2000 heiratete sie Robert Bleckman.

## Filmografie (Auswahl)
- 1984: Der Tod kommt zweimal
- 1985: American Eiskrem
- 1985: Re-Animator
- 1986: Shopping (Chopping Mall)
- 1986: Entführt (Kidnapped)
- 1986: From Beyond – Aliens des Grauens (From Beyond)
- 1989: Puppet Master
- 1991: Trancers II
- 1993: Robot Jox 2 (Robot Wars)
- 1995: Castle Freak
- 1996: Space Truckers
- 1998: Disaster Zone – Der Countdown läuft (Cold Harvest)
- 2000: The Neighbor’s Wife
- 2001: Wenn die Welt untergeht – Das Wetter-Inferno
- 2012: You’re Next
- 2013: The Lords of Salem
- 2015: We Are Still Here
- 2015: Tales of Halloween
- 2016: Day of Reckoning
- 2017: Death House
- 2017: Replace
- 2017: Dead Night
- 2018: Puppet Master: Das tödlichste Reich (Puppet Master: The Littlest Reich)
- 2018: Reborn
- 2019: Stay out stay alive
- 2019: Deathcember
- 2020: Run Hide Fight
- 2021: Jakob’s Wife – Meine Frau, der Vampir (Jakob’s Wife)
- 2021: Alone with You
- 2021: King Knight
- 2021: Superhost
- 2023: The Last Stop in Yuma County
- 2023: Onyx the Fortuitous and the Talisman of Souls
- 2023: Suitable Flesh
- 2023: Blackout
- 2024: Snow Valley